# Eric Walter Elst
Eric Walter Elst (Kapellen, 30 november 1936 – Antwerpen, 2 januari 2022) was een Belgisch astronoom die tot zijn pensioen in 2001 actief was bij de Koninklijke Sterrenwacht van België in Ukkel.

## Leven en werk
Elst studeerde aan de universiteiten van Gent, Lund en Bonn en kwam in 1968 in dienst van de Koninklijke Sterrenwacht van België. Vanaf het midden van de jaren 1980 richtte hij zich op de zoektocht naar planetoïden. In 1992 verscheen van hem het boek "Asteroïden, een oneindig spel".
Hij speelde piano en orgel. Na zijn pensionering richtte hij de filosofievereniging Holbach op. Hij herpubliceerde het werk van filosofen uit de Verlichting via het tijdschrift Le Petit Cuistre.

## Ontdekkingen

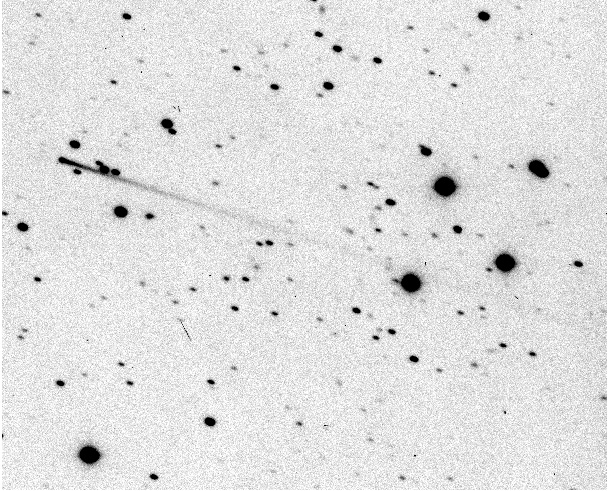
Guido Pizarro's opname (14 juli 1996) waarop Eric Elst op 7 augustus 1996 de asteroïde (tevens komeet) 7968 Elst-Pizarro identificeerde

Tot 20 december 2013 werden 3.856 planetoïden die hij alleen of samen met anderen ontdekte, definitief genummerd. De overgrote meerderheid ontdekte hij alleen, slechts 107 ontdekte hij samen met anderen. Op 5 januari 2015 waren 3.861 planetoïden definitief genummerd.
Belangrijke ontdekkingen van hem waren de Apollo-planetoïde (4486) Mithra in 1987 en de planetoïde/komeet 7968 Elst-Pizarro / 133P/Elst-Pizarro.
Naar eigen zeggen ondervond Elst na verloop van tijd moeilijkheden om de namen die hij voorstelde, aanvaard te krijgen. Sommige waren dan ook ironisch of provocerend, zoals (7079) Baghdad tijdens de Irakoorlog.
De planetoïde (3936) Elst (ontdekt door Kees van Houten, Ingrid van Houten-Groeneveld en Tom Gehrels 1977) is naar hem vernoemd.

## Planetoïden
Op 20 december 2013 hadden 853 van de planetoïden die hij (mede-)ontdekte een naam. Op 5 januari 2015 was het aantal met een naam opgelopen tot 905. Hierna volgen er enkele.
| Naam                 | Jaar | Plaats           | Uitleg naam                                                       |
| -------------------- | ---- | ---------------- | ----------------------------------------------------------------- |
| 3631 Sigyn           | 1987 | La Silla (Chili) | Dochter van Eric Elst                                             |
| 4226 Damiaan         | 1989 | Haute Provence   | Pater Damiaan (Jozef De Veuster)                                  |
| 4457 van Gogh        | 1989 | Haute Provence   | Vincent van Gogh, kunstschilder                                   |
| 4546 Franck          | 1990 | La Silla (Chili) | César Franck, componist                                           |
| 4635 Rimbaud         | 1988 | Haute Provence   | Arthur Rimbaud, Frans dichter                                     |
| 4798 Mercator        | 1989 | La Silla (Chili) | Gerardus Mercator, cartograaf                                     |
| 5002 Marnix          | 1987 | Rozhen           | Marnix van Sint-Aldegonde, schrijver en politicus                 |
| 5115 Frimout         | 1988 | La Silla (Chili) | Dirk Frimout, Belgisch ruimtevaarder                              |
| 5232 Jordaens        | 1988 | Haute Provence   | Jacob Jordaens, kunstschilder                                     |
| 6309 Elsschot        | 1990 | La Silla (Chili) | Willem Elsschot, schrijver                                        |
| 6317 Dreyfus         | 1990 | La Silla (Chili) | Dreyfusaffaire                                                    |
| 6604 Ilias           | 1990 | La Silla (Chili) | Epos Homerus en kleinzoon van Eric Elst                           |
| 6710 Apostel         | 1989 | La Silla (Chili) | Leo Apostel, filosoof                                             |
| 7020 Yourcenar       | 1992 | ESO              | Marguerite Yourcenar, schrijfster                                 |
| 7343 Ockeghem        | 1992 | La Silla (Chili) | Johannes Ockeghem, componist                                      |
| 7537 Solvay          | 1996 | La Silla (Chili) | Ernest Solvay, industrieel                                        |
| 7933 Magritte        | 1989 | ESO              | René Magritte, kunstschilder                                      |
| 8308 Julie-Melissa   | 1996 | ESO              | Julie Lejeune en Mélissa Russo                                    |
| 8890 Montaigne       | 1994 | La Silla (Chili) | Michel de Montaigne, filosoof                                     |
| 9205 Eddywally       | 1994 | ESO              | Eddy Wally, zanger                                                |
| 9471 Ostend          | 1998 | La Silla (Chili) | De stad Oostende                                                  |
| 9472 Bruges          | 1998 | La Silla (Chili) | De stad Brugge                                                    |
| 9473 Ghent           | 1998 | La Silla (Chili) | De stad Gent                                                      |
| 9562 Memling         | 1987 | ESO              | Hans Memling, Vlaams kunstschilder                                |
| 9569 Quintenmatsijs  | 1988 | ESO              | Quinten Matsijs, Vlaamse kunstschilder                            |
| 9604 Bellevanzuylen  | 1991 | Haute Provence   | Belle van Zuylen, Nederlands Franstalig schrijfster en componiste |
| 9663 Zwin            | 1996 | ESO              | Natuurgebied 't Zwin                                              |
| 9748 van Ostaijen    | 1989 | La Silla (Chili) | Paul van Ostaijen, dichter                                        |
| 10079 Meunier        | 1989 | ESO              | Constantin Meunier, beeldhouwer en kunstschilder                  |
| 10120 Ypres          | 1992 | Caussols         | De stad Ieper                                                     |
| 10151 Rubens         | 1994 | ESO              | Peter Paul Rubens, kunstschilder                                  |
| 10934 Pauldelvaux    | 1998 | ESO              | Paul Delvaux, kunstschilder                                       |
| 11900 Spinoy         | 1991 | ESO              | Constant Spinoy, kunstenaar en graveur                            |
| 11947 Kimclijsters   | 1993 | Caussols         | Kim Clijsters, tennisster                                         |
| 11948 Justinehenin   | 1993 | Caussols         | Justine Henin, tennisster                                         |
| 11965 Catullus       | 1994 | La Silla (Chili) | Gaius Valerius Catullus, Romeins dichter                          |
| 11966 Plateau        | 1994 | ESO              | Joseph Plateau, fysicus                                           |
| 11984 Manet          | 1995 | Caussols         | Édouard Manet, kunstschilder                                      |
| 12100 Amiens         | 1998 | La Silla (Chili) | De stad Amiens                                                    |
| 12275 Marcelgoffin   | 1990 | La Silla (Chili) | Amateur-vioolbouwer Marcel Goffin (Hoboken)                       |
| 12354 Hemmerechts    | 1993 | Caussols         | Kristien Hemmerechts, schrijfster                                 |
| 12481 Streuvels      | 1997 | ESO              | Stijn Streuvels, schrijver                                        |
| 12524 Conscience     | 1998 | ESO              | Hendrik Conscience, schrijver                                     |
| 12688 Baekeland      | 1988 | ESO              | Leo Baekeland, uitvinder van bakeliet                             |
| 12697 Verhaeren      | 1989 | ESO              | Emile Verhaeren, dichter                                          |
| 12709 Bergen Op Zoom | 1990 | La Silla (Chili) | De stad Bergen op Zoom                                            |
| 13027 Geeraerts      | 1989 | ESO              | Jef Geeraerts, schrijver                                          |
| 14832 Alechinsky     | 1987 | ESO              | Pierre Alechinsky, kunstschilder                                  |
| 15329 Sabena         | 1993 | ESO              | Sabena, de nationale luchtvaartmaatschappij van België tot 2001   |
| 16908 Groeselenberg  | 1998 | Ukkel            | Heuvel met de Koninklijke Sterrenwacht van België                 |

- Digitale Bibliotheek voor de Nederlandse Letteren: elst026
- Gemeinsame Normdatei: 1126068373
- International Standard Name Identifier: 0000 0003 9730 730X
- Nederlandse Thesaurus van Auteursnamen: 071587004
- Système universitaire de documentation: 195288246
- Virtual International Authority File: 306165978
- WorldCat: E39PBJqk7bwpXCk4y94Jhh9FKd